# Etotoină
Etotoina este un medicament derivat de hidantoină, care este utilizat ca agent antiepileptic, în tratamentul unor tipuri de epilepsie.
Calea de administrare disponibilă este cea orală.